# Каракол Телевисион
Каракол Телевисион (на испански: Caracol Televisión) е колумбийска телевизионна мрежа, собственост на Grupo Valorem. Това е една от водещите частни телевизионни мрежи в Колумбия, заедно с Canal RCN и Canal 1. Мрежата разпространява и произвежда 5000+ програми и се излъчва в повече от 80 страни.